# Bugnicourt
Bugnicourt ist eine französische Gemeinde mit 1084 Einwohnern (Stand 1. Januar 2022) im Département Nord in der Region Hauts-de-France. Sie gehört zum Arrondissement Douai und zum Kanton Aniche. Die Bewohner werden Bugnicourtois und Bugnicourtoises genannt.

## Geografie

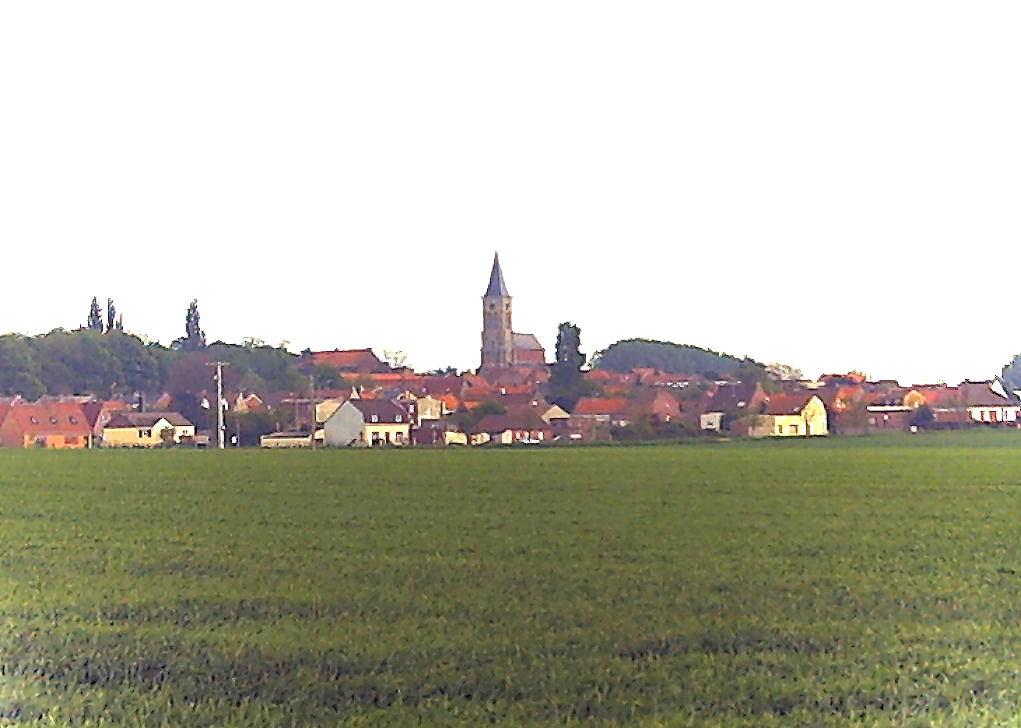
Blick auf Bugnicourt

Die Gemeinde Bugnicourt liegt zwischen den beiden Städten Douai und Cambrai sowie 26 Kilometer östlich von Arras. Nachbargemeinden von Bugnicourt sind Erchin im Norden, Villers-au-Tertre im Nordosten, Fressain im Südosten, Aubigny-au-Bac im Süden, Brunémont im Südwesten, Arleux im Westen und Cantin im Nordwesten. 

## Bevölkerungsentwicklung
| Jahr      | 1962 | 1968 | 1975 | 1982 | 1990 | 1999 | 2007 | 2020 |
| Einwohner | 786  | 811  | 765  | 928  | 934  | 870  | 908  | 1058 |

## Sehenswürdigkeiten
- Kirche Saint-Pierre-Saint-Paul, im Ersten Weltkrieg zerstört, 1924 rekonstruiert

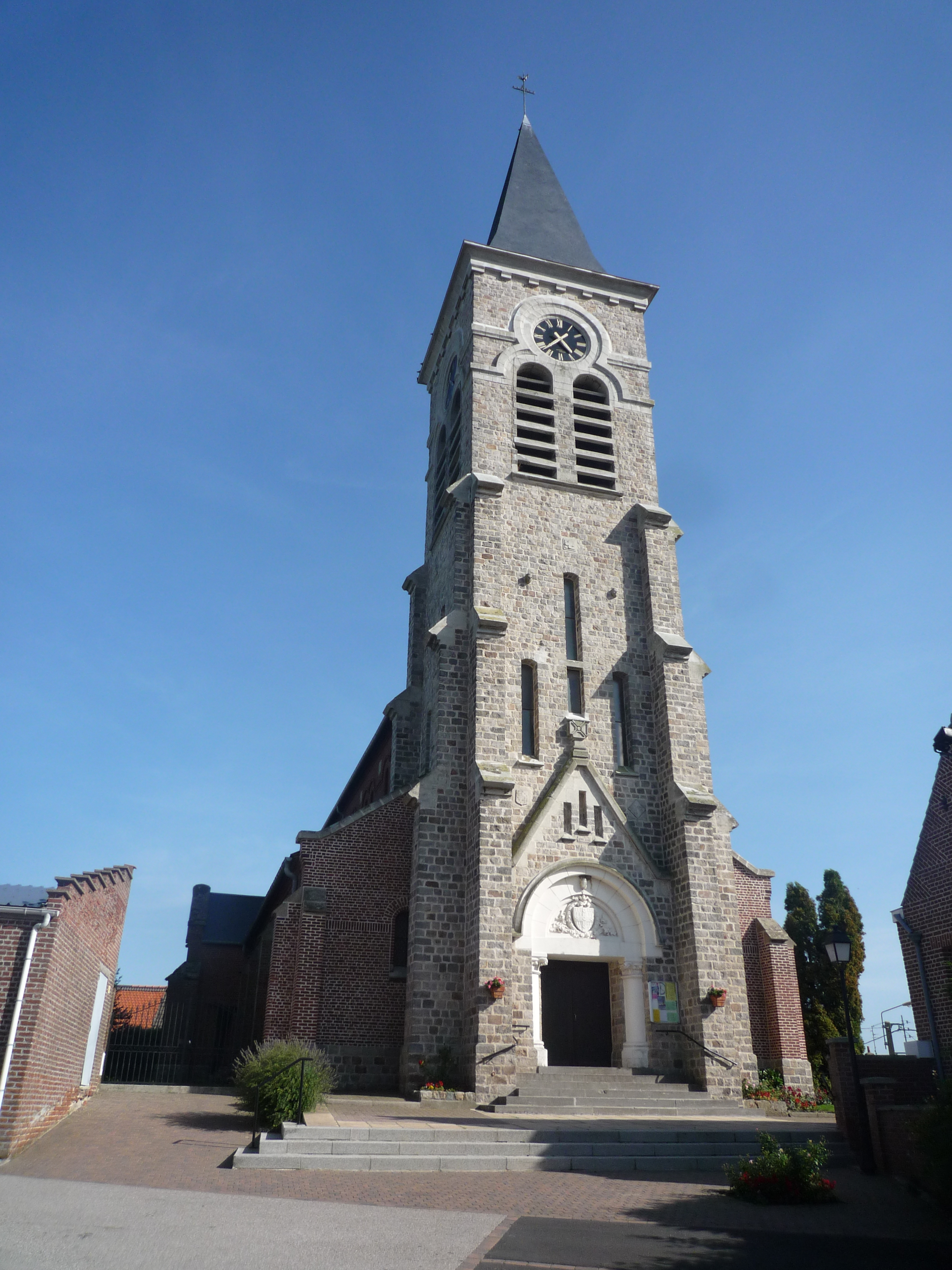
Église Saint-Pierre-Saint-Paul

## Persönlichkeiten
- Sanchet d’Abrichecourt (1330–1349), Seigneur d’Auberchicourt, einer der Gründungsritter des Hosenbandordens 1347 (Nr. 25), geboren in Bugnicourt